# Album 1994
Album 1994 is het eerste album van de Duitse rockband Subway to Sally. De muziek neigt sterk naar richting folk. Oorspronkelijk zou het album Cromdale heten.

## Inhoud
Het eerste nummer van het album is puur instrumentaal. De volgende drie titels zijn relatief lang, terwijl het tweede instrumentale nummer, Planxt-chen, nog steeds het kortste lied van de band is. Bij het laatste nummer van dit album, Where is lucky hoort de eerste videoclip van Subway to Sally, die voor het grootste gedeelte zwart-wit is.

## Nummers
1. Cromdale (Intro) – 1:47 (gebaseerd op een traditioneel lied)
2. Rainman – 5:09 (Roger W. Sheen)
3. Queen of Argyll – 5:18 (traditioneel)
4. Barleycorn – 6:16 (traditioneel)
5. Elvis Lives – 2:11 (Vincent W. Thomas)
6. Planxt-chen – 0:20 (Subway to Sally)
7. An der Zeit – 3:36 (Hathor)
8. Traum vom Tod (1) – 4:14 (Erich Fried & Hathor)
9. Die Braut – 2:39 (Hathor)
10. The Keach in the Creel – 3:04 (traditioneel)
11. Bonnie Johnnie Lowrie – 4:52 (traditioneel)
12. Down the Line – 4:41 (Vincent W. Thomas)
13. But we don´t know – 4:18 (Hathor)
14. Where Is Lucky? – 5:14